# Renault Rafale
El Renault Rafale es un SUV crossover de tamaño mediano con forma de SUV cupé que será fabricado por el fabricante de automóviles francés Renault a partir del año 2024. Construido sobre la plataforma Renault-Nissan CMF-CD, comparte alrededor del 75% de sus partes y características de diseño con sus hermanos Espace y Austral.
Con el código interno 'DHN', este auto es el segundo SUV cupé producido por la marca del rombo después del crossover compacto Renault Arkana. En la gama Renault, el vehículo se sitúa entre el Arkana y el Espace VI, un poco más grande.
El Rafale tiene el nombre del avión C.460 Rafale introducido en 1934 por la compañía de aviones Caudron-Renault, aunque el nombre también se utilizó en el avión de guerra Dassault Rafale.

## Descripción general
El vehículo tiene 4710 mm de largo, lo que significa que pertenece al segmento D británico, y tendrá disponibles un híbrido completo y un híbrido enchufable.

El Rafale recibió un nuevo sistema de motorizacion híbrido enchufable con 300 CV (220 kW) y tracción 4x4 mediante la instalación de un motor eléctrico en el eje trasero. A pesar de ser más pequeño que el Renault Espace, el Rafale continúa siendo considerado el buque insignia de la marca del rombo.

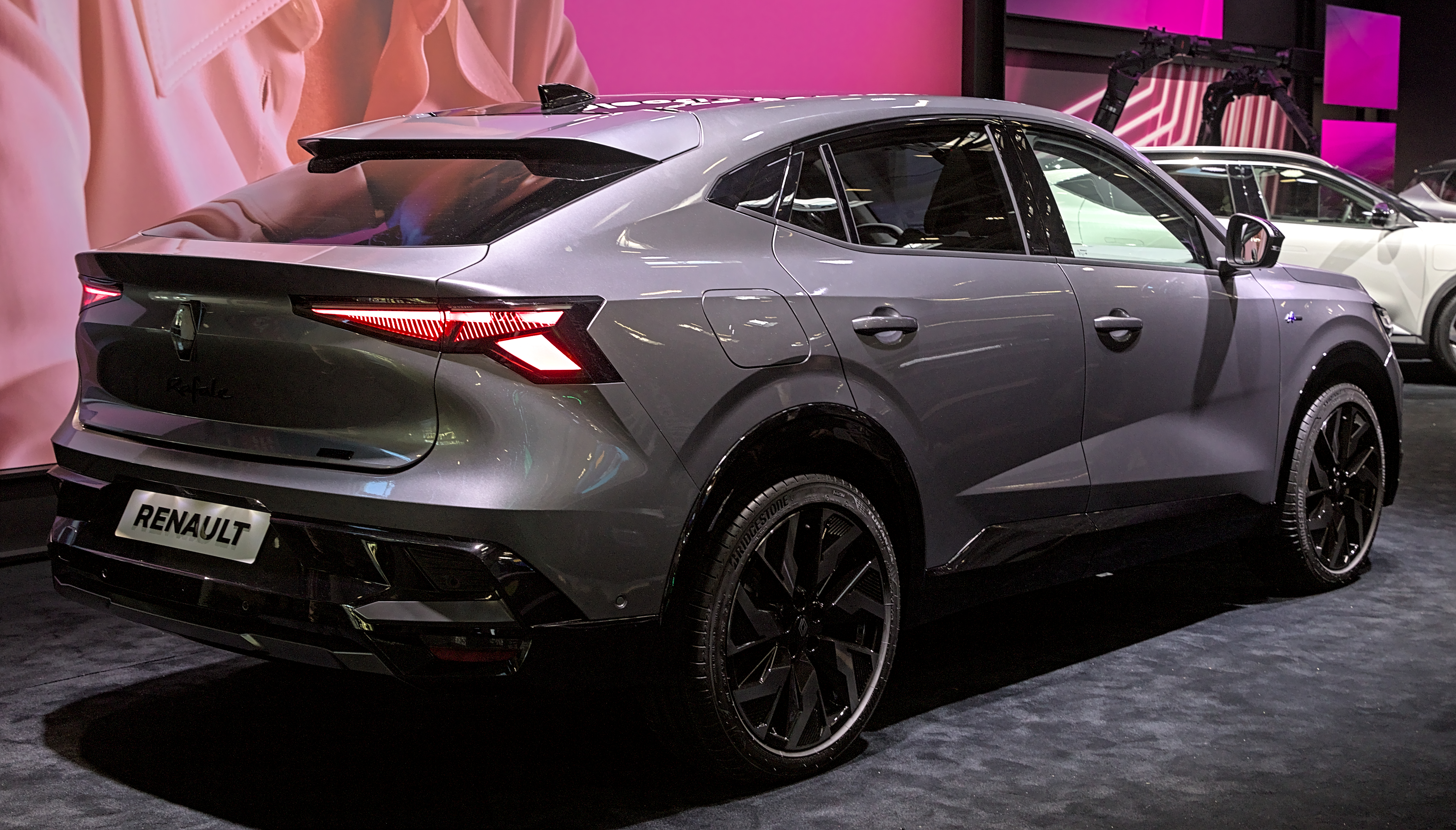
Vista trasera
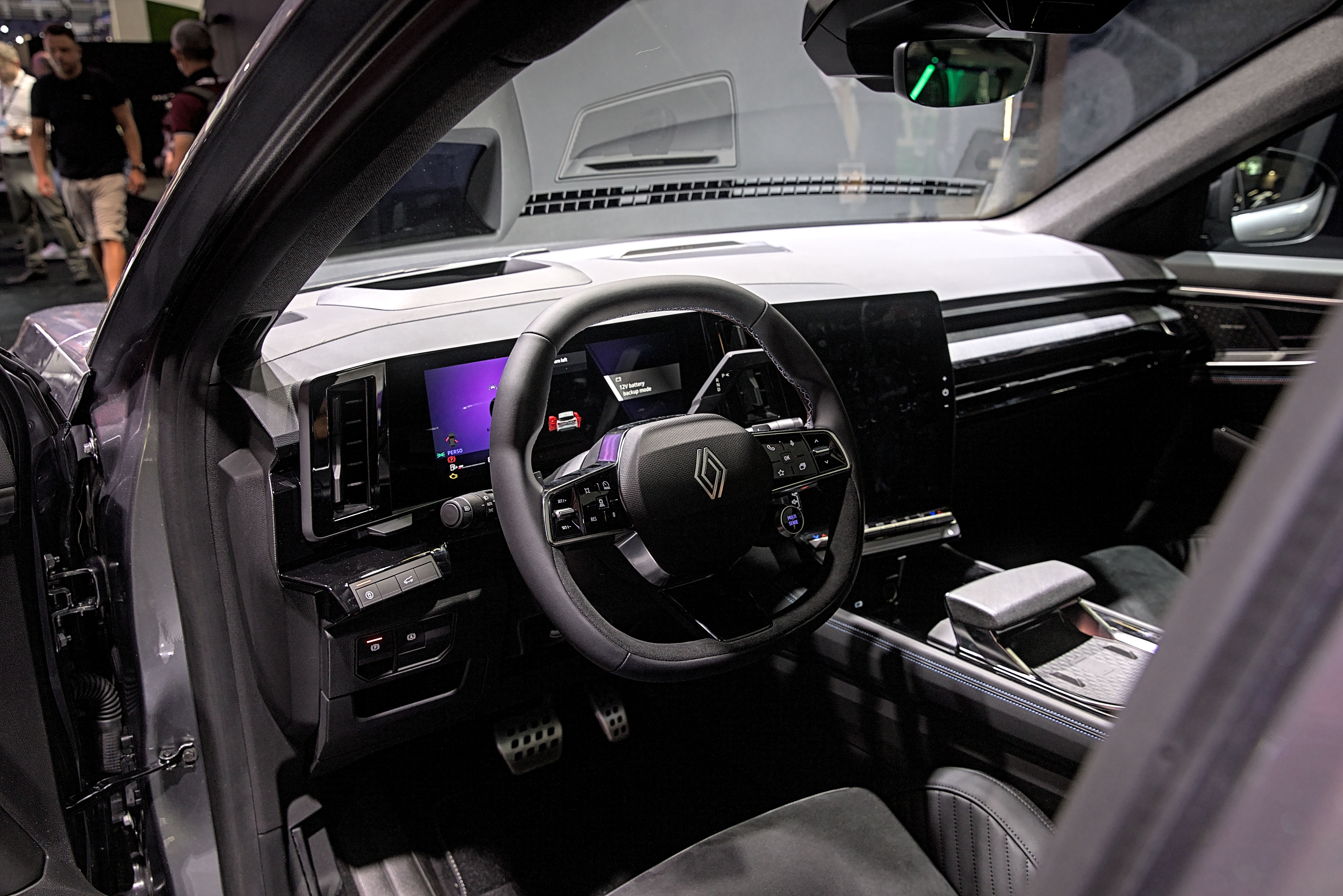
Interior

## Motorizaciones
Estará Disponible en opciones híbridas e híbridas enchufables, el modelo híbrido incluye 2 motores que impulsan ambas ruedas delanteras para un diseño 4x2. un motor produce 51 kW (68 HP; 69 CV) y el otro produce 25 kW (34 HP; 34 CV), y generan una potencia combinada de 149 kW (200 HP; 203 CV) . El modelo PHEV incluye 2 motores en cada eje para un diseño 4x4. Los 2 motores generan una potencia combinada de 224 kW (300 HP; 305 CV) y 450 N⋅m.
| Tipo                           | Modelo     | código de motor | Cilindrada                    | Potencia                                                                                  | Torque | Potencia Combinada                                            | Motor eléctrico | Batería                        | Velocidad máxima                  | 0–100 kilómetros por hora (0–62 mph) | Transmisión          | Disposición | Producción    |
| ------------------------------ | ---------- | --------------- | ----------------------------- | ----------------------------------------------------------------------------------------- | --- | ------------------------------------------------------------- | --------------- | ------------------------------ | --------------------------------- | ------------------------------------ | -------------------- | ----------- | ------------- |
| Híbrido completo de gasolina   | 1.2 E-Tech | HR12            | 1199 cm³ (73,2 plg³) I3 turbo | Motor: 97 kW (130 HP; 132 CV) Motor 1: 51 kW (68 HP; 69 CV) Motor 2: 25 kW (34 HP; 34 CV) | Motor: 205 N⋅m (20,9 kp⋅m; 151 libras⋅pie) Motor 1: 205 N⋅m (20,9 kp⋅m; 151 libras⋅pie) Motor 2: 50 N⋅m (5.10 kp⋅m; 36,9 libras⋅pie) | 149 kW (200 HP; 203 CV)                                       | -               | 400 V, iones de litio de 2 kWh | N / A                             | N / A                                | Multimodo automático | FWD         |               |
| Híbrido completo de gasolina   | 1.2 E-Tech | HR12            | 1199 cm³ (73,2 plg³) I3 turbo | Motor: 97 kW (130 HP; 132 CV) Motor 1: 51 kW (68 HP; 69 CV) Motor 2: 25 kW (34 HP; 34 CV) | Motor: 205 N⋅m (20,9 kp⋅m; 151 libras⋅pie) Motor 1: 205 N⋅m (20,9 kp⋅m; 151 libras⋅pie) Motor 2: 50 N⋅m (5.10 kp⋅m; 36,9 libras⋅pie) | 149 kW (200 HP; 203 CV)                                       | -               | 400 V, iones de litio de 2 kWh | N / A                             | N / A                                | Multimodo automático | FWD         | 2024-presente |
| Híbrido enchufable de gasolina | 1.6 PHEV   | N / A           | 1598 cm³ (97,5 plg³) I3 turbo | N / A                                                                                     | N / A | 224 kW (300 HP; 305 CV) / 450 N⋅m (45,9 kp⋅m; 332 libras⋅pie) | -               | 9,8 kWh                        | 210 kilómetros por hora (130 mph) | 5,8 segundos                         | N / A                | AWD         |               |
| Híbrido enchufable de gasolina | 1.6 PHEV   | N / A           | 1598 cm³ (97,5 plg³) I3 turbo | N / A                                                                                     | N / A | 224 kW (300 HP; 305 CV) / 450 N⋅m (45,9 kp⋅m; 332 libras⋅pie) | -               | 9,8 kWh                        | 210 kilómetros por hora (130 mph) | 5,8 segundos                         | N / A                | AWD         | 2024-presente |